# Lotsbåten Kråkelund 376
Kråkelund 376 är en svensk tidigare lotsbåt, som levererades av Simrishamns varv 1942 som Tjänstebåt 376 till Lotsverket.
Hon placerades på Kråkelunds lotsstation vid Kalmarsund, där det 1943 byggdes en ny båthamn och båtslip. Den ersatte troligen en 6,9 meter lång motorbåt från 1913 med en Seffle motorfabrik tändkulemotor på 5 hk, möjligen en senare byggd båt.
Hon tjänstgjorde i Kråkelund till dess Kråkelunds lotsuppassningsplats drogs in i juni 1968 och såldes av Lotsverket 1972.

## Museibåt
Föreningen Hamnmagasinets vänner, som äger och driver Figeholms sjöfartsmuseum, fick 2016 den före detta Tjänstebåt 376 i gåva från en privatperson. Båten renoverades därefter av medlemmar i föreningen i en tidigare virkestork l Fårbo till det skick den hade 1956. Båten sjösattes i oktober 2021.
Föreningens ambition är att båten ska var ett flytande museum vid en förtöjningsplats i Figeholm.